# Франкотип

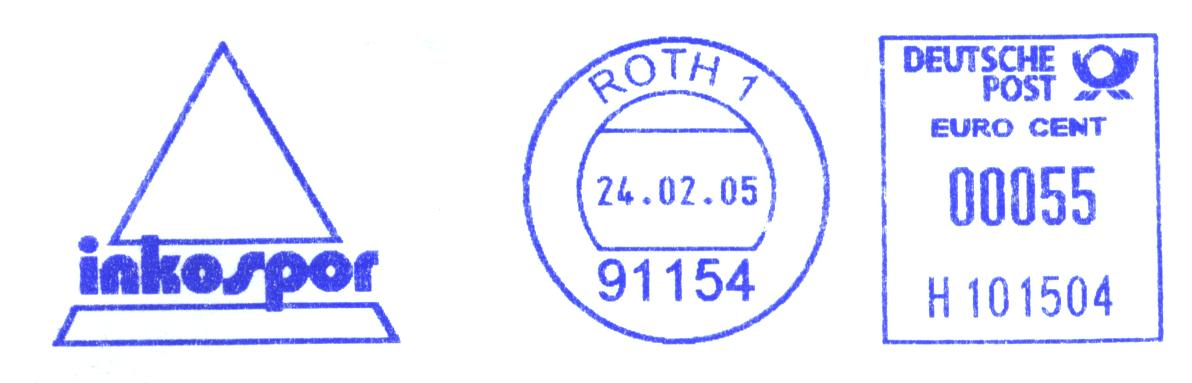
Німецькі франкотипи (2005)

Франкотип — результат механічного франкування поштових відправлень. Являє собою відбиток знаку поштової оплати разом або поруч з календарним поштовим штемпелем.

## Класифікація
Франкотипи можна класифікувати за такими ознаками:
- за типом застосовуваних машин і, відповідно, зовнішнього оформлення поштового штемпеля та знаку поштової оплати
- за назвами організацій, що застосовують франкировальные машини

## Сучасний стан
Використовуються в більшості країн світу, а доходи від такого способу франкування значно перевищують доходи від продажу власне поштових марок (особливо в США і Великій Британії). Одержали повне визнання нарівні з іншими знаками поштової оплати.